# Intihuatana (araña)
Intihuatana antarctica es una especie de araña araneomorfa de la familia Hahniidae. Es la única especie del género monotípico Intihuatana.

## Distribución
Es nativa de Argentina.